# Grand Theft Auto IV
Grand Theft Auto IV, också känt under förkortningen GTA IV eller GTA 4, är ett actionäventyrsspel från 2008, utvecklat av Rockstar North och gavs ut av Rockstar Games. Spelet är det elfte i spelserien Grand Theft Auto och det första storslagna sen Grand Theft Auto: San Andreas från 2004. Grand Theft Auto IV kom ut den 29 april 2008 för spelkonsolerna Playstation 3 och Xbox 360, samt december 2008 för Microsoft Windows.
Spelets första trailer, "Things Will Be Different", släpptes den 29 mars 2007 och visar att spelets öppna värld utspelar sig i Liberty City som är baserad på New York. Även de tidigare spelen i serien, Grand Theft Auto, Grand Theft Auto III, Grand Theft Auto Advance och Grand Theft Auto: Liberty City Stories utspelar sig där.
I enspelarläget får spelaren följa med huvudpersonen och spelfiguren Niko Bellic som försöker glömma sitt förflutna samtidigt som han blir pressad av lånehajar och gangsters. Den öppna världen möjliggör för spelaren att fritt ströva omkring i Liberty City som består av fyra huvudöar. Spelet spelas från en tredjepersonvy och spelaren kan navigera sig till fots eller i olika fordon. Förutom enspelarläget, finns också ett flerspelarläge som tillåter upp till 32 spelare att spela både med och emot varandra. Spelet har senare fått två expansioner utgivna, The Lost and Damned och The Ballad of Gay Tony, vilka båda innehåller varsin nya spelbar huvudrollsfigur. Expansionerna har också nya berättelser som har sammankoppling med huvudspelets (Grand Theft Auto IV) berättelse. 
Grand Theft Auto IV:s utveckling påbörjades kort efter utgivningen av Grand Theft Auto: San Andreas. Utvecklingen var delad mellan flera av Rockstars studior världen över. I och med Grand Theft Auto IV:s introduktion, gavs en ny inriktning som var mer detaljerad och mer realistisk för spelserien. Till skillnad från de tidigare spelen, saknade Grand Theft Auto IV ett starkt filminflytande eftersom arbetslaget försökte göra en originell och nyskapande berättelse. Som en del av arbetet för den öppna världen, genomförde utvecklarna fältstudier runt om i New York, där de gjorde diger research för designutvecklingen.
Efter spelets tillkännagivande i maj 2006 fick det en stor och allmän förväntning. Vid spelets utgivning fick det en omfattande kritisk hyllning med särskilt beröm för berättelsen och den öppna världsdesignen. Grand Theft Auto IV slog branschförsäljningsrekord och blev den snabbast säljande underhållningsprodukten någonsin vid den tiden. Spelet drog in 310 miljoner dollar under sin första dag och 500 miljoner dollar under första veckan. Grand Theft Auto IV anses vara en av de mest betydelsefulla titlar för den sjunde generationens konsoler där många kritiker tyckte att det var ett av de bästa videospelen genom tiderna. Spelet har vunnit flera utmärkelser, såsom Årets spel, från flera datorspelstidningar. Under 2013 hade spelet sålt i över 25 miljoner exemplar, och är ett av de mest sålda spelen till Playstation 3. Grand Theft Auto IV har också skapat kontroverser, framförallt kring skildringen av våld samt spelfigurens möjlighet att fylleköra fordon i spelet. Spelets efterföljare, Grand Theft Auto V, släpptes i september 2013.

## Spelupplägg
Grand Theft Auto IV är ett actionäventyrsspel som spelas från en tredjepersonvy. I enspelarläget får spelaren styra och kontrollera huvudrollsfiguren Niko Bellic, genom uppdrag som till stor del går i en bestämd ordning, vilket också fortskrider spelets berättelse. Det är möjligt att ha flera aktiva uppdrag samtidigt då vissa uppdrag kräver att spelaren väntar för ytterligare instruktioner eller händelser. Bortsett från uppdrag kan spelaren fritt ströva omkring i spelets öppna värld, och eventuellt utföra valfria sidouppdrag. Den öppna världen utspelas i den fiktiva staden Liberty City, en stad eller värld som är större i area än de flesta tidigare Grand Theft Auto-spel. Dock är staden begränsad i början av spelet och spelaren kan då bara utforska den första av fyra huvudöar. Resterande öar blir tillgängliga med tiden då uppdrag avklaras och berättelsen fortskrider.
I spelet kan spelaren använda eld- och närstridsvapen samt explosiva ämnen för att kämpa mot fiender. Vidare kan spelaren också springa, hoppa, simma eller köra ett fordon för att navigera sig i spelets värld. När spelaren kör ett fordon finns även möjlighet att få en förstapersonsvy. Vid strid kan automatsiktet och täcksystemet användas, vilka båda hjälper spelaren att sikta vapen mot fiender respektive att skydda eller gömma sig bakom ett föremål. Skulle spelaren ta skada och hälsomätaren sjunker, kan den återställas genom flera metoder, till exempel att äta, plocka upp en första hjälpen-låda eller ringa ambulans. Om spelaren begår brott kommer spelets brottsbekämpande myndigheter att svara, vilket också indikeras på spelarens bildskärm (head-up-display). Där visas antalet stjärnor som spelaren har fått om ett brott har begåtts. Ju fler eller grövre brott desto fler stjärnor kommer att lysa samt att de brottsbekämpande myndigheterna kommer att svara aggressivare. På kartan i spelet kommer det också markeras var spelaren är efterlyst. Även om spelaren inte befinner sig inom det markerade området på kartan, kommer spelaren att fortfarande vara efterlyst. Efter en viss tid då spelaren har lyckats undangömma sig samt inte begått några nya brott, kan eventuellt spelarens efterlysning försvinna (då alla stjärnor har slocknat) och de brottsbekämpande myndigheterna slutar att söka. Spelets polisbilar har även fått en polisdator inbyggd. Denna dator används i flera av uppdragen där spelaren ska ta reda på var en person befinner sig. Spelaren kan också göra brottsbekämpande uppdrag genom polisdatorn.
Spelets täcksystem möjliggör för spelaren att röra sig mellan flera skyddande föremål, där spelaren också kan välja att skjuta blint eller sikta specifikt på någon. Vid närstrid finns det flera metoder att tillgå, såsom att ducka, blockera, avväpna en motståndare och motattackera. Skyddsväst kan användas som skydd mot skott och explosiva skador, men har en mätare, likt hälsomätaren, som sjunker vid skada. När hälsan är helt uttömd stoppas spelet, och spelaren återupplivas på närmaste sjukhus.
I enspelarlägets berättelse får Niko Bellic träffa olika nya rollfigurer, vilka flera blir vänner med honom. En del av vännerna kan sedan utföra tjänster för Niko när han ber om det. Till exempel hans kusin Roman Bellic som äger ett taxibolag och kan skicka ut en taxi till Niko för en valfri destination i staden. I staden finns också andra taxibilar som kan snabbt ta spelaren till en önskad destination. Vissa uppdrag är uppbyggda för att ge spelaren ett val, vilket påverkar den framtida berättelsen. Den öppna världen eller staden har flera fritidsaktiviteter att erbjuda, till exempel kan spelaren spela bowling eller åka på rundtur i en helikopter där en guide berättar om stadens olika delar. Andra aktiviteter kan vara att utföra polisiära uppdrag (brottsbekämpning) som kan mer liknas som sidouppdrag, eller att titta på tv som finns i de flesta av Nikos bostäder. Niko har även en mobiltelefon (någorlunda modern med knappar) som han kan kontakta vänner för diverse aktiviteter. Mobiltelefonen är en viktig del av spelet, då spelaren kan ringa sina uppdragsgivare, skicka och ta emot meddelanden, ta foton eller ringa efter taxi, polis, brandkår och ambulans. Mobiltelefonen används också för att starta spelets flerspelarläge och för att skriva in fuskkoder. Spelet har ett eget fiktivt internet där Niko kan skicka och ta emot e-brev, samt nätdejta med eventuellt blivande flickvänner. För att få tillgång till internet måste spelaren besöka något av internetkaféerna som finns i staden. Till stadens kollektivtrafik finns tunnelbana, vilken kan ta spelaren till den centrala och östra öarna men inte till västra.
Grand Theft Auto IV:s flerspelarläge tillåter upp till 32 spelare att spela samtidigt i samma öppna värld eller stad som i enspelarläget. I flerspelarläget finns olika typer av spel eller lägen, såsom dödsmatch och biltävlingar. Lägena kan också vara indelade i kooperativt spelande eller där man tävlar mot varandra. Vissa lägen kan i sin tur vara indelade i rankade eller inte rankade matcher. Spelare som vill höja upp sin ranknivå måste alltså spela på rankade matcher, och där tjäna in fiktiva pengar. Spelet har också ett läge som heter Free Mode där spelare får tillgång till den hela öppna världen utan några uppdrag eller mål som ska utföras. En spelare som är värd för en match, i ett flerspelarläge, kan styra flera inställningar, till exempel polisens närvaro, trafik och vapen.

## Handling

### Miljö
Grand Theft Auto IV:s handling äger rum 2008, samma år som spelet gavs ut. Spelets miljö, stad eller öppna värld utspelar sig i en ny och omgjord version av Liberty City. Liberty City är baserad på fyra stadsdelar (engelska: boroughs) i New York: Broker (motsvarar Brooklyn), Dukes (Queens), Bohan (Bronx) och Algonquin (Manhattan). Liberty City har även en femte stadsdel som egentligen ingår i den självständiga (och fiktiva) delstaten Alderney, vilken är baserad på norra New Jersey. Vidare finns det tre småöar: Charge Island (Randalls Island), Colony Island (Roosevelt Island) och Happiness Island (Liberty Island). I början av spelet är broar stängda för passage på grund av terroristhot, och om spelaren ändå korsar någon bro kommer polisen att konstant jaga spelaren. Broarna öppnas vartefter berättelsen fortgår, och spelaren kommer då kunna lagligt åka mellan öarna. Grand Theft Auto IV utspelar sig i en annan berättelseserie och tidslinje än de tidigare Grand Theft Auto-spelen. Spelet har istället hamnat på samma kanon som dess expansioner (The Lost and Damned och The Ballad of Gay Tony), samt efterföljare (Grand Theft Auto V). Större delen av Grand Theft Auto IV:s öppna värld återfinns i det bärbara konsolspelet Grand Theft Auto: Chinatown Wars, dock utom stadsdelen Alderney. Till skillnad från Grand Theft Auto: San Andreas (föregångare) är Grand Theft Auto IV begränsat till att utspela sig i en stad och innehåller inte någon landsbygd.
I spelet finns många kända byggnader från verklighetens New York, fast med andra namn. Bland dessa kan nämnas GetaLife Building (motsvarar verklighetens Metlife Building), Rotterdam Tower (Empire State Building), Zirconium Building (Chrysler Building) och Statue of Happiness (Frihetsgudinnan). Även en berg- och dalbana vid namn Screamer (baserad på verklighetens Coney Island Cyclone) och Star Junction (Times Square) finns med.

### Berättelse
Spelets huvudrollsfigur, Niko Bellic, är en östeuropé med ett brokigt förflutet, och kommer med ett lastfartyg till Liberty City för att återförenas med sin kusin Roman Bellic som påstås leva den amerikanska drömmen. Niko har också ett annat mål med resan: att hitta den person som förrådde hans förband i ett krig för 15 år sedan. När Niko kommer fram till staden, och träffar sin kusin, märker han snart att han har blivit hitlurad av Roman som inte alls lever i rikedom och lyx, vilket Roman har skrivit i brev till Niko. Istället lever Roman i en smutsig och liten lägenhet i stadsdelen Broker, och behöver dessutom Nikos hjälp att fly undan gangstrar han är skyldig pengar. Niko börjar med att utföra några uppdrag åt Romans taxibolag, där han träffar på nya kontakter inom Broker, till exempel Little Jacob (underboss till det jamaicanska gänget Yardies) och Michelle som Niko börjar dejta med.
Niko blir även tvungen att arbeta för Vlad Glebov (Romans ryske lånehaj) som senare visar sig ha legat med Romans flickvän Mallorie. På grund av detta väljer Niko att döda Vlad. Detta medför dock att Niko och Roman blir kidnappade, på beställning av Mikhail Faustin och hans ställföreträdare Dimitri Rascalov, vilka var Vlads överordnade. Mordet på Vlad skulle inte bli besvärligt för dem, då Faustin anställer Niko för nya uppdrag, som gengäld för att han och Roman ska få överleva. Niko upptäcker ändå ganska snart Faustins sanna avsikt, då Niko blir beordrad att döda Lenny Petrovic, son till Kenny Petrovic som är den mäktigaste mannen bland ryska maffian i Liberty City. Niko fullföljer ordern, och Kenny Petrovic hotar om vedergällning. Dimitri börjar emellertid att tröttna på Faustins hänsynslöshet som håller på att spåra ur, och därför vill Dimitri att Niko ska eliminera bort Faustin för att både skona Niko själv och förhindra ett stort gängkrig med Petrovic. Efter Faustins död möts Dimitri och Niko igen, där det var tänkt att Niko skulle få en belöning. Men istället har Dimitri med sig Ray Bulgarin, en före detta arbetsgivare åt Niko i Europa och som de har haft en lång konflikt emellan. Bulgarin börjar direkt med att anklaga Niko för att ha stulit från honom. Men Niko förnekar anklagelsen och en eldstrid bryter ut mellan honom och flera av Bulgarins män, varav Dimitri och Bulgarin passar på att fly.
Därefter blir Niko och Roman tvungna att fly till stadsdelen Bohan då deras lägenhet och taxibolag bränns ner av Dimitris män. Det går dessvärre dåligt för dem även i Bohan då Dimitris män kidnappar Roman där. Men Niko lyckas ändå rädda sin kusin. Vidare skulle det visa sig att Nikos flickvän, Michelle, är en myndighetsagent och att hon egentligen heter Karen. Genom en brottsprovokation blir Niko tvungen att arbeta för henne. Niko mördar flera kända eller misstänkta terrorister för hennes myndighet, och som utbyte får Niko sitt belastningsregister rensat samt att Niko får hjälp med att finna mannen som förrådde hans förband. Nikos och Romans förmögenhet förbättras plötsligt när Roman får en stor summa pengar från sin försäkring för hans förstörda verksamhet. Med pengarna köper Roman en lägenhet i Algonquin och startar sedan om sitt taxibolag. Roman friar också till Mallorie, som säger ja.
För att säkerställa en bättre livsstil för sig själv och Roman, arbetar Niko för olika individer i Liberty Citys undre värld, till exempel droghandlare, en irländsk gangsterliga och flera andra maffiafamiljer. Från den irländska gangsterligan blir Niko en god vän med Patrick McReary där de båda utför ett bankrån tillsammans. Niko får också lära känna Ray Boccino från maffiafamiljen Pegorino där Niko hjälper till med en stor diamantaffär som dock går fel. Boccino introducerar senare Niko för don Jimmy Pegorino, som tilldelar honom arbete. Emellertid börjar Pegorino fatta misstanke om att Boccino är en informatör, och därför ber Niko att döda honom.
Så småningom lyckas myndigheten, som Karen arbetar på, att hitta den man som Niko har länge letat efter. Mannen heter Darko Brevic och förs till Liberty Citys flygplats, där Niko (spelaren) själv får avgöra hans öde. Efter att ha fått ett avslut på sitt förflutna, får Niko en kallelse av Pegorino som vill ha en sista tjänst: Att hjälpa till med en extremt lukrativ heroinaffär i samverkan med Dimitri. Spelaren måste här välja om Niko ska antingen göra en affär med Dimitri eller att hämnas på honom. Beroende på spelarens val finns det två alternativa slut på berättelsen.
Alternativ 1 – Affär: Skulle Niko gå med på att göra affären, kommer Dimitri att återigen förråda Niko och ta heroinet för sig själv utan att betala. Men Niko ger sig inte utan en eldstrid, och får till slut tag i pengarna. Senare på Romans bröllop kommer en av Dimitris män fram, med avsikt att döda Niko. Niko lyckas avvärja mannen som istället råkar skjuta och döda Roman. Med hjälp av Little Jacob går Niko in i en sista strid mot Dimitri och dödar honom. Avslutningsvis berättar Mallorie för Niko att hon är gravid med Romans barn, vilket Niko lovar att skydda.
Alternativ 2 – Hämnd: Om Niko väljer att hämnas, kommer han att göra ett tillslag mot det fartyg som Dimitri befinner sig på. Där får Niko kämpa sig igenom Dimitris män, ända tills han dödar honom. Senare på Romans bröllop anländer Pegorino som är rasande efter att Niko har förrått och förstört hans affär. Pegorino utför en drive-by shooting mot Niko, men råkar istället döda Nikos nya flickvän Kate (Patricks syster) och flyr därifrån. Med hjälp av Little Jacob och Roman får Niko insyn på var Pegorino befinner sig. De tre åker dit och Niko dödar Pegorino. Kort därpå berättar Roman till Niko att Mallorie är gravid och att om barnet är en flicka ska de döpa henne i Kates minne.

### Rollfigurer
Förutom de rollfigurer som nämnts i berättelsen finns även vissa andra rollfigurer som kan betraktas som vänner till Niko. De är en del av ett socialt minispel som spelaren uppmuntras att tillbringa tid med, för att låsa upp ytterligare bonusar som vännerna står för.
Viktiga och nära rollfigurer (vänner) till Niko, ordnade efter introduktion, följer:
- Roman Bellic flydde från kriget i Jugoslavien till USA för att starta ett nytt liv. Han har lånat pengar från lånehajar för att bygga upp sin svarttaxifirma. Med Roman kan spelaren få tillgång till gratis taxikörning.

- "Little" Jacob Hughes tillhandahåller Nikos första vapen, och lejer honom för skydd under knarkhandel. Little Jacob och hans ledare, Real Badman, är stora jamaicanska aktörer inom knark och vapen. Little Jacob erbjuder vapentjänster åt spelaren, där han åker ut och säljer billiga vapen till Niko var han än befinner sig.

- Bruce "Brucie" Kibbutz är en fitnessentusiast och ägare till en bilfirma. Han lejer ofta Niko att stjäla diverse exotiska bilar för att tillfredsställa Brucies behov. Han introducerar även Niko till street racing under ett uppdrag. Genom vänskap med Brucie får spelaren tillgång till gratis helikoptertransport runt om i staden.

- Patrick "Packie" McReary är av irländskt ursprung och introduceras till spelaren som assistans under ett uppdrag för Elizabeta Torres. Med sina tre bröder, och en tillbakadragen syster, slåss han för att återintroducera familjen McReary som en aktör inom den kriminella undervärlden. Niko hjälper Packie, genom flera uppdrag, för att slå tillbaka de diverse italienska familjer som styr Liberty City. Efter att ha blivit god vän med Packie får Niko tillgång till bilbomber som detoneras med ett telefonsamtal.

- Dwayne Forge är en gängmedlem som, efter att ha blivit inspärrad i ett decennium, blivit utesluten ur den kriminella värld i vilken han tidigare varit en centerfigur. Mot betalning från hans tidigare protegé, Playboy X, hjälper Niko honom att återställa sitt forna rykte. I uppdraget "The Holland Play" finns det dock en möjlighet att mörda Dwayne. Skulle spelaren välja att inte göra så, kommer Dwayne att bli en vän till Niko och erbjuda spelaren ett antal hantlangare för assistans under övriga uppdrag.

## Utveckling

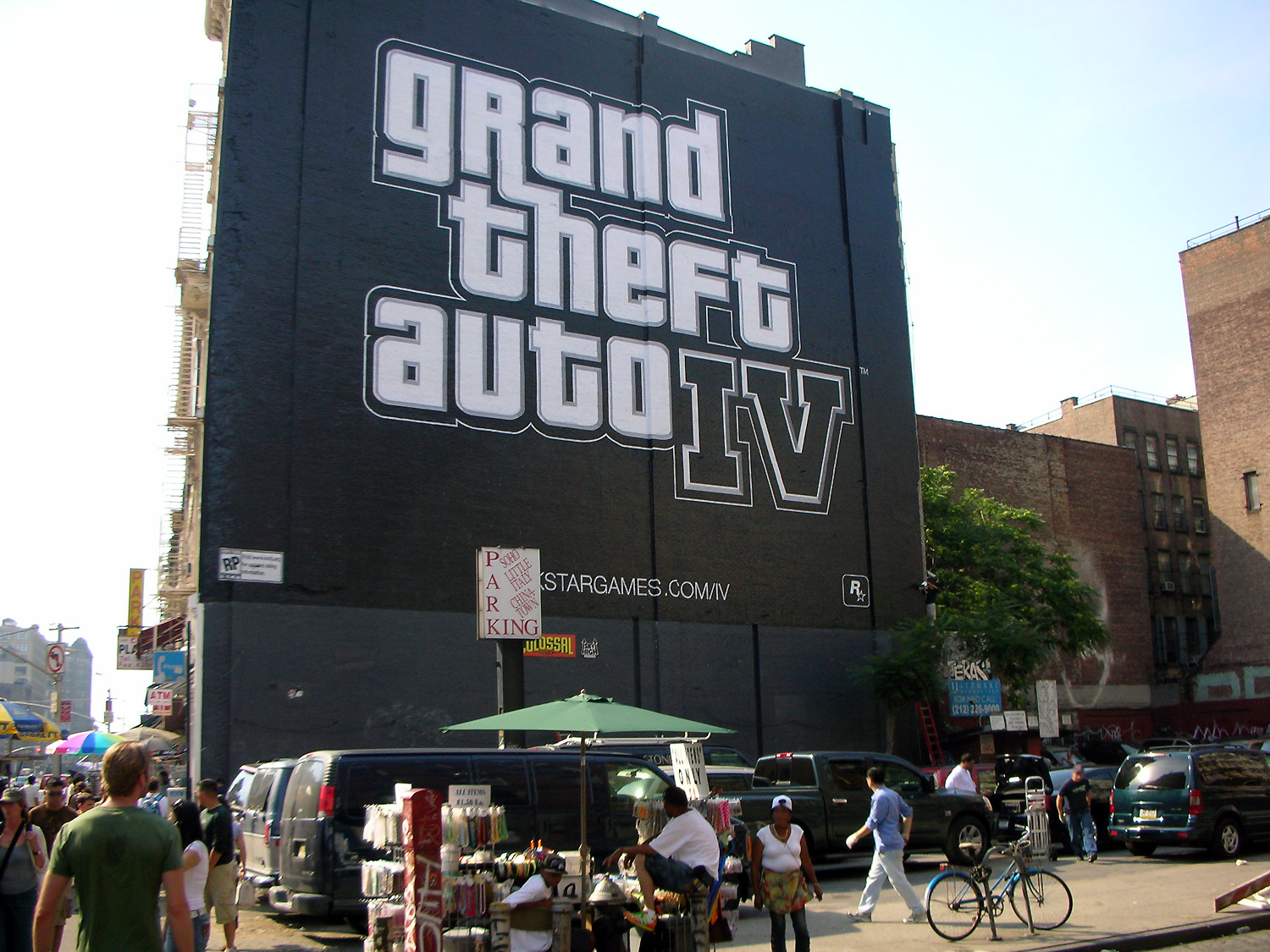
Väggmålning, i New York, som marknadsföring för spelet.

Grand Theft Auto IV:s utveckling sattes igång under november 2004, kort efter Grand Theft Auto: San Andreas hade givits ut. Ungefär 150 spelutvecklare arbetade med Grand Theft Auto IV under ledning av samma ursprungsmedlemmar som arbetade med Grand Theft Auto III. Grand Theft Auto IV använder Rockstars proprietära spelmotor, kallad Rockstar Advanced Game Engine (RAGE), tillsammans med mjukvaran Euphoria. Istället för förbestämda animationer använder Euphoria processuella animationer för att kontrollera hur spelfiguren rör sig, vilket gör figursrörelser mer realistiska. Euphoria möjliggör också realistiska reaktioner från icke-spelbara figurer, beroende på spelfigurens beteende. På en förhandsvisning av spelet visades hur en spelare slog ut en figur genom ett fönster, och figuren tog då tag i en kant för att inte falla ner. Spelet använder också en mellanprogramvara från Image Metrics för att underlätta komplicerade ansiktsuttryck och läppsynk. Spelets virtuella vegetation framställdes med hjälp av Speedtree.
Grand Theft Auto IV ses som ett skifte i Grand Theft Auto-serien, till en mer detaljerad och realistiskare stil och ton. Detta är delvis ett resultat av övergången till spelkonsoler som erbjuder högupplöst grafik och förbättrad kapacitet. En av Rockstars grundare, Dan Houser, sa "det vi tar som vårt honnörsord på [Grand Theft Auto IV] är idén om vad high definition faktiskt betyder. Inte bara när det gäller grafik, vilket vi uppenbarligen uppnår, men i termer av alla aspekter för design. […] Du vet, att försöka göra något realistiskare, mer ihophållet, men med fortfarande behåll om den övergripande koherensen som de andra spelen hade." Grafikdesignern Aaron Garbut berättade en av anledningarna till att de valde New York som utspelningsplats: "vi alla visste vilken fantastisk, mångfaldig, livlig, filmisk stad den är". Vidare berättade han att arbetslaget ville förbättra "detaljer, variation och liv", vilket gjorde det ännu bättre att utspela spelet i New York. Dan Houser la också en kommentar om att "eftersom vi arbetade i high definition och vi visste att vi skulle behöva en skitstor forskning, ville vi vara någonstans där vi hade ett fotfäste." Utvecklarna undvek medvetet att skapa block för block av New York, där Dan Houser sa "vad vi alltid har försökt göra är att göra en sak som ser verkligt ut och har egenskaper i en verklig miljö, men som också är roligt ur ett speldesignperspektiv." Liberty City, i Grand Theft Auto IV, är mycket mer detaljerad och större i storlek än Grand Theft Auto III och andra städer från tidigare spel i serien. Även om Grand Theft Auto: San Andreas öppna värld är större än Grand Theft Auto IV:s, är Liberty City ändå någorlunda jämförbar om "stadens höjd [höghus], antalet byggnader man kan gå in i och detaljnivån i dessa byggnader" beaktas. Målet med Liberty City var att inte ha några ödsliga ställen eller irrelevanta områden, såsom de stora och öppna öknarna i San Andreas. För att uppnå en realistisk miljö gjorde Rockstar North-laget, baserat i Edinburgh i Skottland, två resor till New York för forskning: en i början av projektet (vilket alltid har gjorts för varje tidigare Grand Theft Auto-spel) och en annan mindre för vidare utveckling. Emellertid fanns det ett forskarlag på heltid i New York, där de hanterade ytterligare förfrågningar och information som kunde sträcka sig allt från en etnisk minoritet i ett kvarter till videor av trafikmönster.
Berättelsen i Grand Theft Auto IV var skriven av Dan Houser och Rupert Humphries. Till skillnad från tidigare Grand Theft Auto-spel, vilka hade ett starkt kulturellt filminflytande, har inte Grand Theft Auto IV något riktigt sådant, enligt Houser. Houser sa också: "När det gäller kännetecken ville vi ha något som kändes friskt och nytt och inte något som uppenbarligen härstammade från [en] film."
Ledaren för musikinnehållet i spelet, Ivan Pavlovich, sa "[vi var tvungna] att välja de låtar som gör New York till vad det är idag, och se till att de inte känns omoderna när spelet kommer ut." Utvecklarna kontaktade över 2 000 människor för att kunna få till inspelnings- och publiceringsrättigheter för musikinnehållet. En privat utredare anställdes för att hitta släktingar till Skatt Brothers-medlemmen Sean Delaney för att licensiera bandets låt "Walk the Night". Med hänvisning till källor nära affären rapporterade Billboard att Rockstar betalade så mycket som 5 000 dollar per komposition och ytterligare 5 000 dollar per master för varje spår. Utvecklare hade ursprungligen övervägt att möjliggöra för spelaren att köpa musik i en skivbutik (i spelet) och att Niko skulle ha en MP3-spelare, men båda idéerna uteslöts. DJ Green Lantern producerade exklusiva musikspår för spelets hiphopiga radiostation The Beat 102.7. Skivbolagsägaren och skivproducenten Bobby Konders, värd för spelets radiostation Massive B Soundsystem 96.9, åkte till Jamaica för att få dancehallartister att spela in ljudspår, vilka gjorde referenser till stadsdelarna i Liberty City.
Peter Moore, ansvarig för Microsofts underhållningsavdelning, tillkännagav vid Electronic Entertainment Expo 2006 att spelet skulle komma ut på Xbox 360 genom att visa sin arm som hade en tillfällig tatuering av Grand Theft Auto IV. Spelets utgivningsdatum var planerat till den 16 oktober 2007 i USA och 19 oktober 2007 i Europa. Men Wedbush Securities-analytikern Michael Pachter föreslog att Take-Two skulle försena utgivningen för att öka spelets finansiella resultat för 2008 och för att undvika att tävla mot andra utgivande och efterlängtade titlar, som Halo 3. Rockstar svarade med att Grand Theft Auto IV fortfarande hade som plan att släppas i "slutet av oktober". Den 2 augusti 2007 tillkännagav dock Take-Two att Grand Theft Auto IV skulle försenas till andra kvartalet (februari–april) 2008. I ett senare konferenssamtal med investerare, hänförde Take-Twos Strauss Zelnick att förseningen berodde på "nästan strikt tekniska problem... inte problem utan utmaningar." Senare berättades det att tekniska svårigheter med Playstation 3-versionen bidrog till förseningen, samt lagringsproblem på Xbox 360. Den 24 januari 2008 meddelade Take-Two att Grand Theft Auto IV skulle få det nya utgivningsdatumet den 29 april 2008. När utgivningsdatumet närmade sig började Rockstar Games och Take-Two att kraftigt marknadsföra spelet genom olika former, till exempel TV-reklam, videoklipp på internet, annonstavlor, viral marknadsföring och en ny egengjord webbplats. En specialutgåva av spelet släpptes också för både Playstation 3 och Xbox 360. Vid ett Take-Two-aktieägarmöte den 18 april 2008 tillkännagav vd:n Ben Feder att Grand Theft Auto IV redan är "i produktion och i lastbilar på väg till återförsäljare". Den 29 april 2008 kom spelet ut till Playstation 3 och Xbox 360 i Europa, Nordamerika och Oceanien, samt den 30 oktober 2008 i Japan. Sammantaget tog Grand Theft Auto IV över 1 000 personers arbete och mer än tre och ett halvt år att slutföra, med en total kostnad som uppskattas till cirka 100 miljoner dollar, vilket gjorde det till den tidens dyraste videospel som någonsin utvecklats.
Den 6 augusti 2008 meddelade Rockstar att en Windowsversion av spelet var under utveckling av Rockstar North och Rockstar Toronto. Windowsversionen var ursprungligen tänkt att släppas i Nordamerika den 18 november 2008 och i Europa den 21 november 2008, men blev senare flyttad till 2 respektive 3 december 2008. Windowsversionen innehåller utökade funktioner, till exempel justering av trafiktäthet och ritdistans, samt ett inbyggt verktyg för videoredigering. Videoredigeringsverktyget möjliggör för spelaren att spela in och redigera videoklipp som kan laddas upp på Rockstars gemenskapswebbplats, kallad Social Club. Windowsversionen använder Games for Windows – Live för flerspelarläge, vilket tillåter upp till 32 spelare att spela tillsammans. SecuROM används som kopieringsskydd och spelet måste aktiveras, via internet, en gång för att kunna spelas. Den 4 januari 2009 blev spelet tillgängligt på Steam. Rockstar blev tvungna att tillfälligt ta bort spelet från Steam under januari 2020 på grund av Games for Windows – Live som höll på att avvecklas och därmed inte kunde skapa några nya nyckelkoder för spelet. Lösningen blev senare att alla digitala versioner eller upplagor av spelet, inklusive expansionspaketen, ersattes med utgåvan Grand Theft Auto IV: Complete Edition den 19 mars 2020. Alla ägare av det tidigare digitala spelet eller expansionspaketen kommer att få en uppgradering till Complete Edition. Denna nya utgåva innehåller dessvärre inte flerspelarläget.
Den 9 februari 2017 blev Xbox 360-versionen av Grand Theft Auto IV tillgänglig på Xbox One.

### Musik
Likt de föregående spelen i Grand Theft Auto-serien, har Grand Theft Auto IV ett stort utbud av musik som kan lyssnas från olika radiostationer om spelaren är i ett fordon. I Liberty City finns det 19 radiostationer, varav tre är pratradio. Radiostationerna varierar i ett stort antal genrer, och flera låtar med kända artister eller band finns med, till exempel Genesis, David Bowie, Bob Marley, The Who, Queen, Kanye West och Elton John.
Spelet använder ett liknande musiksystem som används i Grand Theft Auto: San Andreas. I de andra Grand Theft Auto-spelen har varje radiostation en enda ljudfil som spelar samma låtar, kommentarer och reklam i samma ordning. I Grand Theft Auto IV och San Andreas spelas låtarna i slumpmässig ordningsföljd, och likaså med kommentarer och reklam inför och efter en låt. I Grand Theft Auto IV nämns också vissa situationer (från berättelsen) på radion.
Många kändisar har medverkat som radiovärdar för spelet, till exempel Karl Lagerfeld, Iggy Pop, Femi Kuti, Jimmy Gestapo och Ruslana. Lazlow Jones, som har medverkat som radiovärd i tidigare Grand Theft Auto-spel, återkommer även i detta spel där han spelar sig själv som en fiktiv roll och värd på en pratradiostation. Komikerna Bill Hader, Jason Sudeikis och Fred Armisen röstskådespelar också under vissa program på pratradiostationerna. Flera andra komiker, såsom Jim Norton, Patrice O'Neal, Rick Shapiro och Robert Kelly, har framträtt i radio eller som rollfigurer i spelet.
Till en specialutgåva av Grand Theft Auto IV följde ett soundtrack med, kallat The Music of Grand Theft Auto IV, vars CD-skiva innehåller ett urval av musikspår från spelet. Musikspåren varierar bland flera genrer, från hiphop till rock och reggae. Vissa låtar var också specialgjorda för att relatera till den fiktiva Liberty City. De två sångerna "Liberty City: The Invasion" och "No Sex for Ben" komponerades specifikt för spelet och soundtracket. Spelets signaturmelodi, "Soviet Connection", komponerades av Michael Hunter som tidigare även gjorde signaturmelodin för Grand Theft Auto: San Andreas.
Under april 2018, nära Grand Theft Auto IV:s tioårsdag, gav Rockstar ut en programfix till alla versioner av spelet för att ta bort några låtar som hade utlöpta licenser. Detta berörde mest den rysktematiska radiostationen Vladivostok FM som förlorade nästan alla sina låtar, men fick ändå flera nya låtar som ersättning. I en uppdatering från augusti 2019 fick spelet på Xbox One flera av de borttagna låtarna återställda, utan något yttrande från Rockstar Games.

## Expansioner
Grand Theft Auto IV har två expansioner: Grand Theft Auto: The Lost and Damned och Grand Theft Auto: The Ballad of Gay Tony. De två expansionerna släpptes först var för sig, och exklusivt på Xbox Live. Till en början kunde expansionerna mer kallas som nedladdningsbart innehåll då de krävde huvudspelet (Grand Theft Auto IV) för att kunna spela. De blev senare sammanbunden till ett separat spel, kallat Grand Theft Auto: Episodes from Liberty City, vilket inte krävde huvudspelet för att kunna spela. Dan Houser sa att expansionerna visar "en annan sida av Liberty City".
Den första expansionen, The Lost and Damned, släpptes för första gången den 17 februari 2009. Expansionen handlar om huvudrollsfiguren Johnny Klebitz som är medlem i motorcykelklubben The Lost. Den andra expansionen, The Ballad of Gay Tony, släpptes den 29 oktober 2009. Denna expansion handlar om huvudrollsfiguren Luis Fernando Lopez som assisterar nattklubbsägaren Tony Prince (smeknamn: Gay Tony). Episodes from Liberty City släpptes också den 29 oktober 2009, och då som en fysisk version i butik för Xbox 360.
Jeronimo Barrera, ansvarig för Rockstar Games produktutveckling, sa att episoderna var delvis experimentella då de inte visste om det fanns tillräckligt med användare som hade tillgång till nätverkskopplat innehåll på Xbox 360. Lainie Goldstein, ekonomichef för Take-Two Interactive, avslöjade att Microsoft hade betalat totalt 50 miljoner dollar för de två expasnionerna. Under januari 2010 meddelade Rockstar att expansionerna samt Episodes From Liberty City skulle bli tillgängligt för Playstation 3 och Microsoft Windows den 13 april 2010 i Nordamerika och den 16 april 2010 i Europa, vilket skedde. Grand Theft Auto IV och dess expansioner blev senare sambunden till ett spel under titeln Grand Theft Auto IV: The Complete Edition, och lades ut på webbutiker innan Rockstar hade bekräftat något. Detta sammanställda spel släpptes för Playstation 3, Xbox 360 och Windows den 26 oktober 2010 i Nordamerika, och den 29 oktober i Europa. Expansionernas Xbox 360-version blev även tillgängligt för Xbox One den 9 februari 2017.

### The Lost and Damned
I The Lost and Damned antar spelaren rollen av Johnny Klebitz, en medlem i motorcykelklubben The Lost. När klubbens tidigare ledare åker in i fängelset lämnar han den uppriven av stridigheter med de andra motorcykelgängen i Liberty City. Johnny tar över hans roll, och börjar med att ta initiativ till vapenvilor mellan gängen. När den förre ledaren åter släpps ut ur fängelset uppstår dock interna konflikter om hur klubben ska skötas, och han bryter då upp vapenvilan, vilket leder till ett gängkrig med en annan av stadens klubbar; The Angels of Death.

### The Ballad of Gay Tony
I The Ballad of Gay Tony får spelaren spela som Luis Fernando Lopez, en medlem av den dominikanska drogkartellen och personlig livvakt åt nattklubbsägaren Anthony "Gay Tony" Prince. Den första trailern från The Ballad of Gay Tony visar att den bland annat inför möjligheten att hoppa fallskärm.

## Mottagande
| Playstation 3- och Xbox 360-versionernas mottagande | Playstation 3- och Xbox 360-versionernas mottagande |
| Samlingsbetyg                                       | Samlingsbetyg                                       |
| Tjänst                                              | Betyg                                               |
| --------------------------------------------------- | --------------------------------------------------- |
| Gamerankings                                        | 97,04 % (PS3) 96,67 % (X360)                        |
| Metacritic                                          | 98/100 (PS3) 98/100 (X360)                          |
| Recensionsbetyg                                     |                                                     |
| Publikation                                         | Betyg                                               |
| 1UP.com                                             | A+                                                  |
| Computer and Video Games                            | 9,5/10                                              |
| Edge                                                | 10/10                                               |
| Eurogamer                                           | 10/10                                               |
| Game Informer                                       | 10/10                                               |
| Game Revolution                                     | A-                                                  |
| Gamespot                                            | 10/10                                               |
| Gamesradar                                          | [ 138 ]                                             |
| Gamezone                                            | 10/10 (PS3) 10/10 (X360)                            |
| IGN                                                 | 10/10                                               |
| Videogamer.com                                      | 10/10 (PS3)                                         |
| Gamereactor                                         | 10/10                                               |
| Giant Bomb                                          | [ 144 ]                                             |
| Empire                                              | [ 145 ]                                             |

Grand Theft Auto IV fick ett överväldigande positivt mottagande. På samlingsbetygswebbsidan Metacritic fick spelet ett genomsnittsbetyg på 98 av 100 för Playstation 3- och Xbox 360-versionerna, vilket indikerar en "universell hyllning". Det är det näst högst rankande spelet på webbsidan, en plats som delas med ett antal andra spel och bara efter The Legend of Zelda: Ocarina of Time. Spelet är också ett av de högst rankade på webbplatsen Gamerankings. Spelkritiker gillade spelets berättelse, designen av Liberty City och stridsmekaniken. Hilary Goldstein från IGN tyckte att spelet "sätter en ny standard för öppna världsspel", och Andrew Reiner från Game Informer skrev att spelet "förändrar hela spelvärldens landskap".
Recensenter berömde den öppna världen med kommentarer om att den ger en frihet åt spelaren. Seth Schiesel på The New York Times sa att staden är en "riktig stjärna" i spelet. Jon Hicks på Official Xbox Magazine blev imponerad av staden och hänförde detta till spelets artificiella intelligens. Andy Robinson från Computer and Video Games ansåg miljön som trovärdig och kände att världen var "helt oöverträffad". IGN:s Goldstein tyckte att även om Liberty City är inspirerad av New York, så "existerar [den] i sitt eget universum och med rätta". Crispin Boyer på 1UP.com riktade beröm mot stadens "hisnande vyer, otroligt varierande miljöer och livliga utseenden." Omvänt kände Jesse Costantino från Game Revolution att spelet saknade viktiga funktioner som är vanliga i andra spel med öppen värld.
Recensenter prisade spelets berättelse. Goldstein mottog och accepterade de mörkare tonerna till berättelsen, vilket också är en förändring från spelseriens tradition. Jon Hicks på Official Xbox Magazine kände sig förvånad över hur mycket djuphet som finns i berättelsen. Reiner på Game Informer skrev att frihetsnivån i spelet bidrog till hans njutning av berättelsen. Vissa uppdrag, som ger spelaren moraliska val och som påverkar den framtida berättelsen, var också välkomnande. Boyer från 1UP.com kände att de gav spelet ett något slags återspelningsvärde. Tom Bramwell från Eurogamer såg de moraliska valen som svåra beslut, framförallt när man spelar spelet första gången, men gillade ändå dem, då de kan ge andra händelser i framtiden.
Spelets rollfigurer, och särskilt huvudrollsfiguren Niko, fick positiva recensioner från kritiker. Hicks (Official Xbox Magazine) och Robinson (Computer and Video Games) kallade Niko för både "karismatisk" och "sympatisk", och att de föredrar honom framför andra huvudrollsfigurer från de tidigare Grand Theft Auto-spelen. George Walter på Gamesradar berömde rollfigurens djupsinnighet, och IGN:s Goldstein kände att Niko är en rollfigur man kan relatera till när svårigheter dyker upp. Jeff Gerstmann på Giant Bomb kände att Niko var "det enda som betydde [något för honom]" när han spelade genom berättelsen, och där rollfiguren blev en av hans favoritegenskaper med spelet. Schiesel på The New York Times utnämnde Niko till en av de mest realistiska spelfigurerna som någonsin skapats.
Många recensenter tyckte att stridsmekaniken var mer lyhörd (att den reagerar snabbt och bra) än tidigare spel från serien, och berömde särskilt tillägget av täcksystemet. Justin Calvert från Gamespot skrev att täcksystemet ger en "enorm förbättring" av eldstrid jämfört med tidigare spel, något som Reiner (på Game Informer) höll med om, och skrev att spelets eldstrid är "extremt polerad" och att det är en av de bättre sidorna med spelet. Goldstein berömde också täckningssystemet som "ganska smart", och kände även att automatsiktet är till en "stor hjälp i större strider". Walter på Gamesradar skrev att täckningssystemet har "banat vägen till en ny stil av uppdrag". David McComb på Empire kallade spelets stridsmekanik som "skarp och instinktiv", och Hicks på Official Xbox Magazine tyckte att täckningssystemet gör det möjligt för spelaren att utföra en attackplan. Utöver täckningssystemet, konstaterade flera recensenter att fordonshanteringen var mer realistisk än i tidigare Grand Theft Auto-spel. Robinson, på Computer and Video Games, kände att fordonshanteringen efterliknar realism, och Hicks tyckte att varje fordon hade sin egen egenskap. Costantino från Game Revolution berömde förbättringen av spelets fysiska eller mekaniska simulering, särskilt fysikmotorns avancerade fordons- och figurkaraktärer.
Spelets ljuddesign var något som recensenter också tyckte bra om. Goldstein prisade röstskådespelarnas uppträdande och användningen av licensierad musik. Calvert (Gamespot) och Walter (Gamesradar) hyllade också den licensierade musiken, där den sistnämnde beundrade humorn på pratradiostationerna. Michael Pinson, på The Pro Audio Files, berömde de olika funktionerna i spelets ljuddesign, såsom läten från stadens utomhusmiljö, licensierad musik, rollfigurers dialoger och ljudeffekter från fordon och vapen. Sammanfattningsvis gav Michael en stor applåd till utvecklarnas förmåga att förena ljudfunktionera tillsammans. Carolyn Gudmundson på Gamesradar berömde också spelets soundtrack och tyckte att det passade den miljö och område som spelet utspelar sig i.
Spelets nätverksuppkopplade flerspelarläge fick positiva reaktioner från recensenter. Reiner gillade den spelfigursanpassning som finns i flerspelarläget och noterade att det fungerar "lika smidigt" som enspelarläget. Boyer kallade flerspelarläget "utmärkt", och Goldstein utsåg det till ett av de bästa. Hicks tyckte att flerspelarläget var "enormt underhållande", medan Walter berömde den "sömlösa" processen att gå in i en flerspelarlägematch. Gerstmann och Costantino hade dock andra uppfattningar om flerspelarläget, där den senare kallade det för en "fantastisk idé" men att känslan om anslutningsproblem resulterade i en något "trasig" upplevelse.

### Windowsversionen
| Windowsversionens mottagande | Windowsversionens mottagande |
| Samlingsbetyg                | Samlingsbetyg                |
| Tjänst                       | Betyg                        |
| ---------------------------- | ---------------------------- |
| Gamerankings                 | 88,48 %                      |
| Metacritic                   | 90/100                       |
| Recensionsbetyg              |                              |
| Publikation                  | Betyg                        |
| 1UP.com                      | B                            |
| Computer and Video Games     | 9,4/10                       |
| Eurogamer                    | 9/10                         |
| Gamespot                     | 9/10                         |
| Gamespy                      | [ 157 ]                      |
| Gamezone                     | 9/10                         |
| IGN                          | 9,2/10                       |
| Videogamer.com               | 10/10                        |
| Gamereactor                  | 8/10                         |

Grand Theft Auto IV släpptes till Microsoft Windows i december 2008, och fick då generellt positiva recensioner. Metacritic beräknade ett genomsnittligt betyg på 90 av 100, vilket indikerar en "universell hyllning", baserat på 40 recensioner. Recensenter gillade den förbättrade grafiken och de nya funktionerna, men samtidigt kritiserades Windowsversionen för att ändå vara sämre än konsolversionerna.
De nya funktionerna i Windowsversionen, eller Windowsporteringen, mottogs väl. Tillägget av Video Editor (ett inbyggt videoredigeringsverktyg) möttes med positiva reaktioner, där Calvert (Gamespot) kallade det "ett bra sätt att bli kreativ", medan Kieron Gillen (Eurogamer) kritiserade dess oförutsägbarhet gällande tidpunkt och längd för en skapad video. Recensenter berömde också tillägget av den anpassningsbara radiostation som gör det möjligt för spelaren att lyssna på egna MP3-låtar. Tom Chick på 1UP.com tyckte att det var det bästa med Windowsversionen. Windowsversionen har också uppgraderat antalet spelare för flerspelarläget, från 16 (i konsolversionerna) till 32, vilket också möttes med positivt omdöme. Gillen sa att "möjligheten till förödelse… ökar", medan Will Tuttle på Gamespy sa att ju fler spelare ju större action.
Windowsversionens förbättrade grafik blev prisad av flera recensenter. Steven Hopper på Gamezone ansåg att grafiken är en märkbar förbättring jämfört med konsolversionerna. Andy Robinson, på Computer and Video Games, kallade grafiken "imponerande", och Tom Orry på Videogamer.com kalla den "suverän". Dock fick Windowsversionens systemkrav en del kritik, då det ansågs vara svårt att spela med avancerade inställningar trots en dator som överskrider de rekommenderade systemkraven. Gillen sa att även om Windowsversionen är "den mest attraktiva versionen" så är det "irriterat krångligt att använda". Tuttle kunde bortse från de krävande systemkraven då spelet har många andra nya funktioner och förbättringar.

### Utmärkelser
| \| År \| Utmärkelse \| Kategori \| Kategori \| Ref. \| \| ---- \| --------------------------------------------------------------------------- \| ----------------------------------------------------------------------- \| ----------------------------------- \| ----- \| \| 2008 \| IGN Best of 2008 \| Bästa actionspelet \| Xbox 360 \| [162] \| \| 2008 \| IGN Best of 2008 \| Bästa actionspelet \| PC \| [163] \| \| 2008 \| IGN Best of 2008 \| Bästa actionspelet \| Alla \| [164] \| \| 2008 \| IGN Best of 2008 \| Bästa grafiktekniken \| Xbox 360 \| [165] \| \| 2008 \| IGN Best of 2008 \| Bästa ljudanvändningen \| Alla \| [166] \| \| 2008 \| IGN Best of 2008 \| Bästa röstskådespeleriet \| Xbox 360 \| [167] \| \| 2008 \| IGN Best of 2008 \| Bästa röstskådespeleriet \| Playstation 3 \| [168] \| \| 2008 \| IGN Best of 2008 \| Bästa röstskådespeleriet \| PC \| [169] \| \| 2008 \| IGN Best of 2008 \| Bästa röstskådespeleriet \| Alla \| [170] \| \| 2008 \| IGN Best of 2008 \| Bästa berättelsen \| Xbox 360 \| [171] \| \| 2008 \| IGN Best of 2008 \| Bästa berättelsen \| Playstation 3 \| [172] \| \| 2008 \| IGN AU:s 10 Best Games of 2008 \| Årets bästa spel \| Årets bästa spel \| [173] \| \| 2008 \| GameTrailers Game of the Year Awards 2008 \| Årets spel \| Årets spel \| [174] \| \| 2008 \| GameTrailers Game of the Year Awards 2008 \| Bästa Playstation 3-spelet \| Bästa Playstation 3-spelet \| [175] \| \| 2008 \| GameTrailers Game of the Year Awards 2008 \| Bästa Xbox 360-spelet \| Bästa Xbox 360-spelet \| [176] \| \| 2008 \| GameTrailers Game of the Year Awards 2008 \| Bästa actionäventyrsspelet \| Bästa actionäventyrsspelet \| [177] \| \| 2008 \| GameTrailers Game of the Year Awards 2008 \| Bästa berättelsen \| Bästa berättelsen \| [178] \| \| 2008 \| GameSpy Game of the Year 2008 \| Bästa berättelsen \| Bästa berättelsen \| [179] \| \| 2008 \| GameSpy Game of the Year 2008 \| Årets rollfigur: Brucie Kibbutz \| Årets rollfigur: Brucie Kibbutz \| [180] \| \| 2008 \| GameSpot Best of 2008 \| Bästa brittiskt-utvecklade spel \| Bästa brittiskt-utvecklade spel \| [181] \| \| 2008 \| GameSpot Best of 2008 \| Bästa nya rollfigur: Brucie Kibbutz \| Bästa nya rollfigur: Brucie Kibbutz \| [182] \| \| 2008 \| GameSpot Best of 2008 \| Bästa Xbox 360-spelet \| Bästa Xbox 360-spelet \| [183] \| \| 2008 \| Giant Bomb Golden Anniversary Year-End Awards Extravaganza Spectacular 2008 \| Årets spel \| Årets spel \| [184] \| \| 2008 \| Giant Bomb Golden Anniversary Year-End Awards Extravaganza Spectacular 2008 \| Bästa spelet för flera plattformar \| Bästa spelet för flera plattformar \| [185] \| \| 2008 \| Kotaku's 2008 Games of the Year Awards \| Årets spel \| Årets spel \| [186] \| \| 2008 \| Kotaku's 2008 Games of the Year Awards \| Bästa skriften \| \| [186] \| \| 2008 \| TeamXbox Game of the Year Awards 2008 \| Bästa action/äventyr \| Bästa action/äventyr \| [187] \| \| 2008 \| TeamXbox Game of the Year Awards 2008 \| Bästa berättelsen \| Bästa berättelsen \| [188] \| \| 2008 \| TeamXbox Game of the Year Awards 2008 \| Årets spel \| \| [188] \| \| 2008 \| Spike TV Video Game Awards 2008 \| Årets spel \| Årets spel \| [189] \| \| 2008 \| Spike TV Video Game Awards 2008 \| Bästa actionäventyrsspelet \| \| [189] \| \| 2008 \| Spike TV Video Game Awards 2008 \| Bästa framförande av en människa (man): Michael Hollick som Niko Bellic \| \| [189] \| \| 2008 \| 26th Annual Golden Joystick Awards \| Årets BBC 1Xtra-soundtrack \| Årets BBC 1Xtra-soundtrack \| [190] \| \| 2008 \| 26th Annual Golden Joystick Awards \| Årets ARVATO-Xboxspel \| \| [190] \| \| 2008 \| G4 G-Phoria 2008 \| Bästa nya rollfigur: Niko Bellic \| Bästa nya rollfigur: Niko Bellic \| [191] \| \| 2008 \| G4 G-Phoria 2008 \| Bästa actionspelet \| \| [191] \| \| 2008 \| G4 G-Phoria 2008 \| Längsta varaktiga spel, presenterat av Stride \| \| [191] \| \| 2008 \| The New York Times \| Årets spel \| Årets spel \| [192] \| \| 2008 \| Los Angeles Times \| Årets spel \| Årets spel \| [193] \| \| 2008 \| Time The Top 10 Everything of 2008: Top 10 Video Games \| Videospel nummer 1 från 2008 \| Videospel nummer 1 från 2008 \| [194] \| \| 2009 \| Entertainment Merchants Association Home Entertainment Awards – Video Games \| Årets actionäventyrsspel \| Årets actionäventyrsspel \| [195] \| \| 2009 \| Entertainment Merchants Association Home Entertainment Awards – Video Games \| Årets videospel \| \| [195] \| |                                                                             |                                                                         |                                     |         |
| År | Utmärkelse                                                                  | Kategori                                                                | Kategori                            | Ref.    |
| 2008 | IGN Best of 2008                                                            | Bästa actionspelet                                                      | Xbox 360                            | [ 162 ] |
| 2008 | IGN Best of 2008                                                            | Bästa actionspelet                                                      | PC                                  | [ 163 ] |
| 2008 | IGN Best of 2008                                                            | Bästa actionspelet                                                      | Alla                                | [ 164 ] |
| 2008 | IGN Best of 2008                                                            | Bästa grafiktekniken                                                    | Xbox 360                            | [ 165 ] |
| 2008 | IGN Best of 2008                                                            | Bästa ljudanvändningen                                                  | Alla                                | [ 166 ] |
| 2008 | IGN Best of 2008                                                            | Bästa röstskådespeleriet                                                | Xbox 360                            | [ 167 ] |
| 2008 | IGN Best of 2008                                                            | Bästa röstskådespeleriet                                                | Playstation 3                       | [ 168 ] |
| 2008 | IGN Best of 2008                                                            | Bästa röstskådespeleriet                                                | PC                                  | [ 169 ] |
| 2008 | IGN Best of 2008                                                            | Bästa röstskådespeleriet                                                | Alla                                | [ 170 ] |
| 2008 | IGN Best of 2008                                                            | Bästa berättelsen                                                       | Xbox 360                            | [ 171 ] |
| 2008 | IGN Best of 2008                                                            | Bästa berättelsen                                                       | Playstation 3                       | [ 172 ] |
| 2008 | IGN AU:s 10 Best Games of 2008                                              | Årets bästa spel                                                        | Årets bästa spel                    | [ 173 ] |
| 2008 | GameTrailers Game of the Year Awards 2008                                   | Årets spel                                                              | Årets spel                          | [ 174 ] |
| 2008 | GameTrailers Game of the Year Awards 2008                                   | Bästa Playstation 3-spelet                                              | Bästa Playstation 3-spelet          | [ 175 ] |
| 2008 | GameTrailers Game of the Year Awards 2008                                   | Bästa Xbox 360-spelet                                                   | Bästa Xbox 360-spelet               | [ 176 ] |
| 2008 | GameTrailers Game of the Year Awards 2008                                   | Bästa actionäventyrsspelet                                              | Bästa actionäventyrsspelet          | [ 177 ] |
| 2008 | GameTrailers Game of the Year Awards 2008                                   | Bästa berättelsen                                                       | Bästa berättelsen                   | [ 178 ] |
| 2008 | GameSpy Game of the Year 2008                                               | Bästa berättelsen                                                       | Bästa berättelsen                   | [ 179 ] |
| 2008 | GameSpy Game of the Year 2008                                               | Årets rollfigur: Brucie Kibbutz                                         | Årets rollfigur: Brucie Kibbutz     | [ 180 ] |
| 2008 | GameSpot Best of 2008                                                       | Bästa brittiskt-utvecklade spel                                         | Bästa brittiskt-utvecklade spel     | [ 181 ] |
| 2008 | GameSpot Best of 2008                                                       | Bästa nya rollfigur: Brucie Kibbutz                                     | Bästa nya rollfigur: Brucie Kibbutz | [ 182 ] |
| 2008 | GameSpot Best of 2008                                                       | Bästa Xbox 360-spelet                                                   | Bästa Xbox 360-spelet               | [ 183 ] |
| 2008 | Giant Bomb Golden Anniversary Year-End Awards Extravaganza Spectacular 2008 | Årets spel                                                              | Årets spel                          | [ 184 ] |
| 2008 | Giant Bomb Golden Anniversary Year-End Awards Extravaganza Spectacular 2008 | Bästa spelet för flera plattformar                                      | Bästa spelet för flera plattformar  | [ 185 ] |
| 2008 | Kotaku's 2008 Games of the Year Awards                                      | Årets spel                                                              | Årets spel                          | [ 186 ] |
| 2008 | Kotaku's 2008 Games of the Year Awards                                      | Bästa skriften                                                          |                                     | [ 186 ] |
| 2008 | TeamXbox Game of the Year Awards 2008                                       | Bästa action/äventyr                                                    | Bästa action/äventyr                | [ 187 ] |
| 2008 | TeamXbox Game of the Year Awards 2008                                       | Bästa berättelsen                                                       | Bästa berättelsen                   | [ 188 ] |
| 2008 | TeamXbox Game of the Year Awards 2008                                       | Årets spel                                                              |                                     | [ 188 ] |
| 2008 | Spike TV Video Game Awards 2008                                             | Årets spel                                                              | Årets spel                          | [ 189 ] |
| 2008 | Spike TV Video Game Awards 2008                                             | Bästa actionäventyrsspelet                                              |                                     | [ 189 ] |
| 2008 | Spike TV Video Game Awards 2008                                             | Bästa framförande av en människa (man): Michael Hollick som Niko Bellic |                                     | [ 189 ] |
| 2008 | 26th Annual Golden Joystick Awards                                          | Årets BBC 1Xtra-soundtrack                                              | Årets BBC 1Xtra-soundtrack          | [ 190 ] |
| 2008 | 26th Annual Golden Joystick Awards                                          | Årets ARVATO-Xboxspel                                                   |                                     | [ 190 ] |
| 2008 | G4 G-Phoria 2008                                                            | Bästa nya rollfigur: Niko Bellic                                        | Bästa nya rollfigur: Niko Bellic    | [ 191 ] |
| 2008 | G4 G-Phoria 2008                                                            | Bästa actionspelet                                                      |                                     | [ 191 ] |
| 2008 | G4 G-Phoria 2008                                                            | Längsta varaktiga spel, presenterat av Stride                           |                                     | [ 191 ] |
| 2008 | The New York Times                                                          | Årets spel                                                              | Årets spel                          | [ 192 ] |
| 2008 | Los Angeles Times                                                           | Årets spel                                                              | Årets spel                          | [ 193 ] |
| 2008 | Time The Top 10 Everything of 2008: Top 10 Video Games                      | Videospel nummer 1 från 2008                                            | Videospel nummer 1 från 2008        | [ 194 ] |
| 2009 | Entertainment Merchants Association Home Entertainment Awards – Video Games | Årets actionäventyrsspel                                                | Årets actionäventyrsspel            | [ 195 ] |
| 2009 | Entertainment Merchants Association Home Entertainment Awards – Video Games | Årets videospel                                                         |                                     | [ 195 ] |

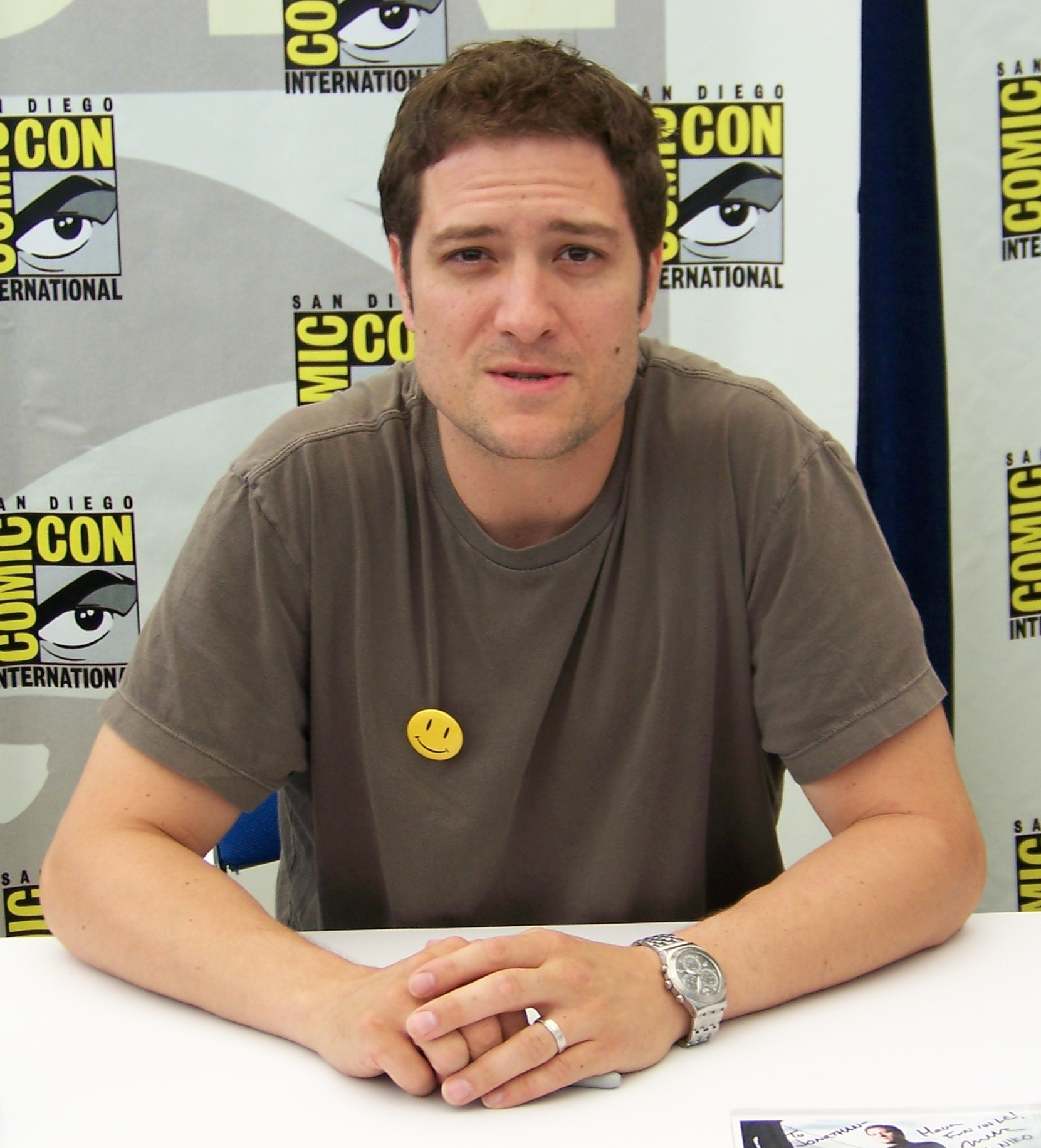
Michael Hollick röstskådespelade spelets huvudperson Niko Bellic, och för det vann han ett Spike TV-pris.

Efter Grand Theft Auto IV:s utgivning har det fått olika priser och utmärkelser från recensenter och publikationer. Spelet fick flera Årets spel-utmärkelser från bland annat spelpublikationerna Spike TV, Giant Bomb, Kotaku och Gametrailers, men även från de traditionella medierna, såsom The New York Times, Los Angeles Times och Time. Grand Theft Auto IV har också fått sju nomineringar vid den femte årliga prisgalan 5th British Academy Games Awards som tillhandahålls av BAFTA, samt tre nomineringar vid Game Developers Choice Awards, men vann ingen av dem.

## Försäljning
Inom de 24 första timmarna efter Grand Theft Auto IV:s utgivning, sålde det över 3,6 miljoner exemplar, vilket motsvarar cirka 310 miljoner dollar i intäkter. Inom en vecka genererade spelet mer än 500 miljoner dollar i globala intäkter, vilket motsvarar cirka 6 miljoner exemplar enligt Take-Two Interactive. Siffrorna överträffade analytikers förväntningar på spelet. Efter att spelet hade varit till försäljning i en månad, hade det sålt över 8,5 miljoner exemplar. Spelet slog tre Guinness världsrekord den 13 maj 2008: högst intjänande videospel på 24 timmar, högsta intäkter som genereras av en underhållningsprodukt på 24 timmar och snabbast säljande videospel på 24 timmar. Den 11 mars 2011 tillkännagav Take-Two att spelet hade sålt över 20 miljoner exemplar, och med hela Grand Theft Auto-serien har de nu passerat 100 miljoner exemplar. Under juli 2013 hade spelet nått över 25 miljoner sålda exemplar. Alla de försäljningsrekord som Grand Theft Auto IV har tagit, blev senare slagna av dess uppföljare, Grand Theft Auto V.
I Storbritannien blev spelet det snabbast säljande spelet genom tiderna, med en försäljning på över 631 000 exemplar inom 24 timmar. Därmed slog spelet dess föregångare, Grand Theft Auto: San Andreas, på 501 000 exemplar under motsvarade period. Under de första fem dagarna av försäljningen sålde spelet över 927 000 exemplar i Storbritannien. Spelets Xbox 360-version fick ett "Diamond"-pris av Entertainment and Leisure Software Publishers Association (ELSPA), vilket betyder att den har sålt i minst en miljon exemplar i Storbritannien. ELSPA belönade också Playstation 3-versionen med ett "Double Platinum"-pris för att ha sålt minst 600 000 exemplar i landet. I USA sålde Grand Theft Auto IV 2,85 miljoner exemplar under de första fem dagarna. I slutet av 2008 hade spelet sålt över 5,18 miljoner exemplar i USA. Under spelets första fyra dagar i Japan sålde det 133 000 exemplar för Playstation 3, och 34 000 för Xbox 360, enligt Media Create.
Under Windowsversionens första försäljningsvecka hamnade den på en sjunde plats över en topptio-lista för bästsäljande datorspel. Men veckan därpå hade den lämnat topptio. Baserat på antal unika användare, var spelet det mest spelade i Games for Windows – Live under 2009 och 2012, och det näst mest spelade under 2011.

## Kontroverser
Både innan och efter utgivningen av Grand Theft Auto IV, har spelet varit ett föremål för en hel del kontroverser, vilket har ständigt återkommit med tidigare Grand Theft Auto-spel. Flera märkbara personer, till exempel George Galloway, Jack Thompson och Hillary Clinton har motsagt spelet, och likaså organisationer, såsom Mothers Against Drunk Driving (MADD). MADD bad ESRB att ändra spelets åldersgräns från M (Mature, 17 år och uppåt) till AO (Adults Only, bara för vuxna) på grund av spelarens möjlighet att virtuellt fylleköra fordon i spelet.
Den första versionen av Grand Theft Auto IV, som släpptes i Australien och Nya Zeeland, förcensurerades av Rockstar för att uppfylla de krav som Australian Classification Board hade. Dock blev den originella (ocensurerade) versionen omprövad av Office of Film and Literature Classification i Nya Zeeland, på begäran av Stan Calif, en 21-årig student och spelaffärsägare som var missnöjd med att Nya Zeeland fick en redigerad version av spelet på grund av australiensiska censurlagar. Resultatet blev att den originella versionen fick märkningen R18 (Restricted 18, 18 år eller äldre) och blev därmed godkänd för försäljning i landet. När Windowsversionen kom ut fick den, utan någon redigering eller censur, märkningen MA 15+ (Mature Accompanied, över 15 år) i Australien. Efter utgivningen av expansionen The Lost and Damned, distribuerade Rockstar ut en programfix som ocensurerade de australiensiska konsolversionerna.
I Storbritannien och USA har det rapporterats om brott mot personer som har köpt Grand Theft Auto IV, och även mot butiksanställda som sålde spelet. En av dessa händelser, en attack nära en Gamestation-butik i Croydon, London, rapporterades senare som ett orelaterat bråk mellan två grupper av människor som lämnade en pub och hade egentligen ingenting att göra med dem som ville köpa spelet. Denna händelse har blivit mer att referats eller kallats som en "mediepanik". En annan händelse handlar om sex tonåringar som bedrivit ett seriebrott i New Hyde Park i New York med attack och rån mot flera personer, samt försök till en bilkapning. Tonåringarna blev senare arresterade i juni 2008, och enligt polisen hävdade tonåringarna att de var "inspirerade" av Grand Theft Auto IV.